# Кодекс
Ко́декс (лат. codex — книга) — зведення правил у певній сфері, що може мати офіційно закріплений характер, проте позбавлене безпосередньої юридичної сили.
Наприклад, Етичний кодекс українського журналіста, Кодекс суддівської етики.
Кодекс —  внутрішньо цілісний складний (має структурний розподіл на частини, розділи тощо) нормативно-правовий акт, який є результатом кодифікації і забезпечує правове регулювання певної сфери суспільних відносин, об'єднуючи норми певної галузі (підгалузі) права.
Наприклад, Кримінальний кодекс, процесуальні кодекси (встановлюють порядок судового провадження у справах, що виникають із різних груп правовідносин) тощо.

## Термінологія
Кодекс — історична назва дерев'яних стулок, поверхню яких мастили воском, на якому писали гострим вістрям. Стулки кріпили одна до одної на зразок зошита або книги. Таким чином кодекс ставав альтернативою сувою (volumen), більш розповсюдженого в докнижкову добу середньовіччя. Прикладом його є дерев'яний Новгородський кодекс першої чверті 11 століття, знайдений в Троїцькому розкопі міста Великий Новгород. Перші книги-рукописи тієї ж доби на пергаменті теж називають кодексами.

## Міжнародні кодекси
- Кодекс Аліментаріус — збірник міжнародно схвалених і поданих в однаковому вигляді стандартів на харчові продукти.